# Dorothy (film, 2008)
Pour les articles homonymes, voir Dorothy.
Pour plus de détails, voir Fiche technique et Distribution.
Dorothy (Dorothy Mills) est un irlandais réalisé par Agnès Merlet, sorti en 2008.

## Synopsis
Jane, une psychiatre, est envoyée sur une petite île irlandaise pour y rencontrer une fillette, Dorothy Mills. En effet, Dorothy a tenté de tuer un bébé qu'elle gardait. Mais la communauté de l'île se révèle bien terriblement mystérieuse....

## Fiche technique
- Titre : Dorothy
- Titre original : Dorothy Mills
- Réalisation : Agnès Merlet
- Scénario : Agnès Merlet et Alexia McSebmnnmam
- Musique : Nathaniel Mechaly
- Photographie : Yórgos Arvanítis
- Montage : Monica Coleman
- Décors : Catherine Hardwicke
- Costumes : Suzanne Cave
- Production : Olivier Delbosc, Nicolas Delval, Pierre Escande, James Flynn, Eric Jehelmann, Jérôme Lateur, Marc Missonnier et Jean-Luc Ormières
- Pays d'origine :  Irlande
- Format : couleur - 2,35:1 - DTS / Dolby Digital - 35 mm
- Genre : drame, thriller
- Budget : 500 000 dollars américains (367 000 euros)
- Durée : 102 minutes
- Dates de sortie : 6 août 2008 (France)
- Film interdit aux moins de 12 ans lors de sa sortie en France

## Distribution
- Carice van Houten (V. F. : Catherine Wilkening) : Jane Van Dopp
- Jenn Murray (V. F. : Chloé Stefani) : Dorothy Mills
- David Wilmot (V. F. : Arnaud Bedouët) : Colin Garrivan
- Ger Ryan (V. F. : Marie-Armelle Deguy) : Eileen McMahon
- David Ganly : Aiden Kearsley
- Gary Lewis (V. F. : Jean-François Stévenin) : le pasteur Ross
- Rynagh O'Grady : Mme Mc Cllellan
- Joe Hanley : Paul Fallon
- Gavin O'Connor (en) : John McCarthy
- Charlene McKenna : Mary McMahon
- Louise Lewis : Maureen Kearsley
- Ned Dennehy : le garagiste
- Marie Mullen : la femme du garagiste
- Sean Stewart : Duncan McClennan
- Jady Pertin : Kurt

Source et légende : Version française (V. F.) sur le site d’AlterEgo (la société de doublage)

## Autour du film
- Le tournage a débuté le 18 juin 2007 et s'est déroulé à Dublin, en Irlande.
- La chanson CrushCrushCrush est interprétée par Paramore.